# Benzin
Benzin è un singolo del gruppo musicale tedesco Rammstein, pubblicato il 7 ottobre 2005 come primo estratto dal quinto album in studio Rosenrot.

## Descrizione
Traccia d'apertura del disco, il frontman Till Lindemann ha spiegato che il testo rappresenta una critica all'aumento dei prezzi dei carburanti (anche perché descritti in questa canzone come i "fluidi vitali" dell'uomo, in quanto indispensabili per la società).

## Video musicale
Il video, realizzato in gran parte in computer grafica, vede i membri del gruppo (ad esclusione di Christian Lorenz) come dei pompieri, che, non appena scatta l'allarme, salgono su un'autopompa e partono verso la città creando diversi disastri in maniera tragicomica. Il problema si rivelerà poi essere Lorenz, che tenta di suicidarsi gettandosi da un grattacielo; i Rammstein preparano un telo per riuscire a prenderlo, ma proprio quando il tastierista si butta il telo si strappa.

## Tracce
1. Benzin – 3:48
2. Benzin (Combustion Remix by Meshuggah) – 5:06
3. Benzin (Smallstars Remix by Ad Rock) – 3:44
4. Benzin (Kerosinii Remix by Apocalyptica) – 3:49

## Formazione
Gruppo
- Christoph Doom Schneider – batteria
- Doktor Christian Lorenz – tastiera
- Till Lindemann – voce
- Paul Landers – chitarra
- Richard Z. Kruspe – chitarra
- Oliver Riedel – basso

Altri musicisti
- Florian Ammon – programmazione Logic e Pro Tools
- Matthias Wilke – direzione del coro

Produzione
- Jacob Hellner – produzione
- Rammstein – produzione
- Ulf Kruckenberg – ingegneria del suono
- Stefan Glaumann – missaggio
- Howie Weinberg – mastering